# George Sherwood Hume
George Sherwood Hume OBE FRSC (1er mars 1893 - 24 novembre 1965) est un géologue canadien.

## Biographie
Né à Milton, en Ontario, Hume est diplômé de l'Université de Toronto. Après avoir servi pendant la Première Guerre mondiale, il obtient un doctorat de l'Université Yale en 1920. Il rejoint la Commission géologique du Canada et en devient le chef en 1947. Il est ensuite directeur général des services scientifiques au ministère des Mines et des Ressources. Après avoir pris sa retraite en 1956, il travaille chez Westcoast Transmission à Calgary.
Il est président de l'Association géologique du Canada de 1952 à 1953, président de la Société royale du Canada de 1955 à 1956 et président de la Geological Society of America de 1956 à 1957.
Il est franc-maçon et membre du Civil Service Lodge No. 148 à Ottawa, Ontario.